# Calliopsis scutellaris
Calliopsis scutellaris är en biart som beskrevs av Fowler 1899. Calliopsis scutellaris ingår i släktet Calliopsis och familjen grävbin. Inga underarter finns listade.